# 下野電気鉄道デハニ101形電車
下野電気鉄道デハニ101形電車（しもつけでんきてつどうデハニ101がたでんしゃ）は、下野電気鉄道が1931年（昭和6年）に新製した電車。下野電気鉄道は1943年（昭和18年）5月1日付で東武鉄道に吸収合併され、戦後の大改番によって本形式はモハニ1670形と改称された。
本項では後年本形式を種車として誕生した荷物電車モニ1670形についても併せて記述する。

## 概要
下野電気鉄道藤原線（後の東武鬼怒川線）は、762mm軌間の架線電圧600V電化路線として新今市 - 藤原（現・新藤原）間において営業を行っていた。その後、同社の親会社である東武鉄道の日光方面への路線延長計画に関連して、円滑な連絡運輸を目的として東武の保有路線との軌間統一が実施されることとなり、1929年（昭和4年）4月と翌1930年（昭和5年）5月の二度にわたって1,067mm軌間への改軌工事が実施された。
翌1931年（昭和6年）2月には架線電圧の1,500V昇圧が実施され、同時に東武との直通運転が開始された。しかし、昇圧完成に合わせて発注した3両の電車、すなわち本形式の竣功が遅れたことから、昇圧完成当初は東武より借入した大正13年系デハ1形6 - 8によって列車を運行した。昇圧より約5ヶ月を経過した1931年（昭和6年）7月に本形式3両、デハニ101 - 103が製造元の川崎車輌（現・川崎重工業）より到着し、同月より運用を開始した。
本形式は下野電気鉄道の東武への吸収合併後も引き続き藤原線改め鬼怒川線で運用されたが、後年2両が館林地区のローカル線へ転属し、残る1両は荷物電車（荷電）化改造を施工され、ともに1972年（昭和47年）12月まで運用された。

## 車体
前述のように、当時の下野電気鉄道は東武鉄道の傘下事業者であるのみならず、保有する路線も東武の一支線的性格を備えており、本形式の設計に際しても東武側の意向が強く反映された可能性が示唆されている。事実本形式は深く取られた屋根構造・車体裾部の外板が切り上げられて台枠が露出した構体設計・腰高な窓配置・小ぶりな一段窓・車内天井櫛桁部にはめ込まれた駅名案内図といった、当時の東武形車両、特に昭和2年 - 4年系と共通する外観・装備上の特徴を有する。
車体は半鋼製両運転台構造で、車体長は14,796mmと東武形車両よりも一回り小さく、昭和2年 - 4年系と比較すると1,000mmほど短い。前面は両側妻面とも非貫通構造であり、東武形車両における流儀に則って運転台は中央に設置されている。運転室は開放構造で、乗務員扉は下今市寄りの運転室にのみ設置された。新藤原寄りの運転室直後には荷物室が設けられ、直後の側窓1つ分までを荷物室とし、それより後部を客室とした客荷合造構造であった。客用扉は760mm幅の片開扉を片側2ヶ所ずつ備え、駅ホームとの段差を考慮して各客用扉直下にステップを有する。窓配置は1B1D10D2d（d：乗務員扉、D：客用扉、B：荷物積卸用扉）である。屋根上ベンチレーターはお碗形で、屋根上左右に4個ずつ、計8個を二列配置で搭載した。
車内はロングシート仕様で、トイレは設置されていない。

## 主要機器

### 主制御器
東洋電機製造ES-156電動カム軸式制御器を採用した。同主制御器は昭和2年 - 4年系において採用されたものと同様イングリッシュ・エレクトリック (E.E.) 社デッカーシステムの系譜に属する主制御器であり、東武形車両とも併結可能であった。

### 主電動機
東洋電機製造TDK-571/A（端子電圧750V時定格出力59.9kW）を1両当たり4基搭載する。本形式は単行運転を基本とし、付随車牽引を考慮しない設計であったことから、昭和2年 - 4年系において採用されたE.E.社DK-91（同定格出力97kW）と比較すると低出力特性を備えたものとなっている。歯車比は3.53 (67:19) 、駆動方式は吊り掛け式である。

### 台車
住友金属工業製の鋳鋼組立型釣り合い梁式台車KS31L（固定軸間距離2,135mm）を装着する。軸受は平軸受（プレーンベアリング）仕様である。
同系の台車は東武形車両においても広く使用されていたが、本形式の装着するKS31L台車はそれらと比較して固定軸間距離が短いことが特徴であった。

### 制動装置
単行運転する目的で設計したため直通ブレーキの一種であるD型非常弁付直通空気ブレーキ（SME）と手ブレーキを備えた。その後、沿線の発達にともない輸送量が増加し東武本線（伊勢崎線・日光線系統）の車両と連結する必要が生じたため、1951年（昭和26年）3月9日付でAMM元空気溜管式自動空気ブレーキ（直通ブレーキに切り替え可能）に改造する認可を受け、同年5月14日付で竣功届を提出した。
のちには日本エヤーブレーキ社（現・ナブテスコ）が開発したA動作弁を用いるAMA自動空気ブレーキへ改造された。制動筒（ブレーキシリンダー）を車体側に1両当たり1基搭載し、制動筒に接続された制動引棒（ブレーキロッド）によって前後台車計4軸の制動を動作させる制動機構が採用されている。

### その他
パンタグラフは東武形車両が電動車1両当たり2基搭載が標準仕様であったこととは異なり、新藤原寄りに1基のみ搭載する。ただし、パンタグラフ台座は下今市寄り屋根上にも設置されていた。

## 導入後の変遷
本形式は下野電気鉄道の東武への吸収合併後も、下野電気鉄道当時の原番号のまま運用されていたが、1951年（昭和26年）に施行された大改番によってモハニ1670形1670 - 1672と形式称号および記号番号が変更された。その後も引き続き鬼怒川線を運用線区とし、主に大正15年系クハ420形と編成して2両編成で運用された。
しかし、最急勾配25‰の区間が点在する勾配線区である鬼怒川線において、低出力の主電動機を搭載する本形式でMT編成を組成し運用するには性能不足が明らかであり、運転速度向上の障害ともなりつつあったことから、1960年（昭和35年）7月にモハニ1671・1672の2両が館林地区に転属した。
転属に際しては荷物室・荷物積卸用扉を撤去して客室化したほか、モハニ1671は旧荷物室側の運転室を、モハニ1672は旧荷物室と反対側の運転室をそれぞれ完全撤去し、モハニ1672については乗務員扉の新設が施工され、運転室を撤去した側の妻面へ貫通路・貫通幌を新設して2両固定編成化された。また、客用扉幅が従来の760mmから1,000mmへ拡幅され、同時に客用扉下部のステップが撤去された。
同改造に際して客用扉の位置には手を加えなかったことから、改造後の窓配置は2両で異なり、モハニ1671がd1D10D3、モハニ1672がd1D10D2となった。なお、同2両は荷物室が撤去されたにもかかわらず、改造後も車両番号（車番）・記号ともにそのままとされていたが、1961年（昭和36年）7月にモハ1600形1601・1602と改称・改番され、旅客車両形式に改められている。2両固定編成化されたモハ1601・1602は、以降小泉線太田 - 西小泉間の区間運用専用編成として運用された。
残るモハニ1670は引き続き鬼怒川線で運用された後、1965年（昭和40年）6月にこちらは荷物電車へ転用され、モニ1670形1671と改称・改番された。転用当初は外観上ほぼ原形のまま荷電として運用されたが、翌1966年（昭和41年）に車体側面中央に荷物積卸用大型扉を増設し、同時に元来の荷物室側の運転室にも乗務員扉を新設した。ただし、落成当初からの荷物積卸用扉はそのまま存置され、元の客用扉に相当する扉も改造されていないため、モハ1601・1602と比較すると落成当初の原形を保った外観となっていた。
その後モハ1600形・モニ1670形とも前面窓のHゴム固定化・パンタグラフの東洋電機製造PT-41系への換装・制動装置への中継弁付加、ARE自動空気ブレーキ化・保安装置（東武形ATS）の取り付けが実施された。さらにモハ1600形に対しては前照灯のシールドビーム2灯化も施工された。
しかし、後年の新型車両の増備に伴って従来車の運用に余裕が生じたことから、一支線区の専用編成という位置付けのモハ1600形は運用上不便な存在となりつつあったこと、モニ1670形については荷物輸送量の減少により荷電の所要数が削減されたことによって、モハ1600形・モニ1670形3両とも1972年（昭和47年）12月25日付で廃車となった。
東武の鉄道線における旅客用電車では、大正13年系デハ1形を客車化改造したコハフ10形11 - 13が矢板線廃線に伴って1959年（昭和34年）8月に廃車となって以来、事故被災等によるものを除くと約13年ぶりの除籍処分の発生であった。これは東武において車体の老朽化等で旧型車を代替した場合、相対的に寿命の長い主要機器については再利用され、車体更新名義によって車籍継承が行われていたことによるものである。本形式は主電動機出力を始めとした主要機器の仕様が異なり、他形式との互換性が低かったことからそのような措置が取られることはなかった。
現車は廃車後杉戸工場構内に留置された後、翌1973年（昭和48年）3月から同年6月にかけて解体処分された。